# Dominique Sylvain
Pour les articles homonymes, voir Sylvain.
 (mai 2021).
Si vous disposez d'ouvrages ou d'articles de référence ou si vous connaissez des sites web de qualité traitant du thème abordé ici, merci de compléter l'article en donnant les références utiles à sa vérifiabilité et en les liant à la section « Notes et références ».
Dominique Sylvain, née à Thionville le 30 septembre 1957, est une écrivaine française de romans policiers et de romans noirs.

## Biographie
Dominique Sylvain a été journaliste indépendante pour Le Journal du dimanche, puis journaliste d'entreprise et responsable du mécénat dans la sidérurgie (groupe Usinor).
Elle a reçu le Prix Sang d'encre en 2000 pour Vox, le prix Michel-Lebrun en 2001 pour Strad, le Grand prix des lectrices de Elle 2005 pour Passage du Désir, le Prix du meilleur polar français 2011 décerné par la rédaction du magazine LIRE pour Guerre sale et le prix Claude Chabrol pour Une femme de rêve. 
Dominique Sylvain commence à écrire en 1993 lors de son premier séjour au Japon ; la ville de Tokyo lui inspire Baka ! (« idiot » en japonais).
Ses premiers polars mettent en scène la détective privée Louise Morvan et, dès le deuxième roman de la série, son partenaire, le commissaire Serge Clémenti. Suivent deux thrillers, Vox et Cobra, avec un trio d'officiers de la Brigade criminelle dont le commandant Alexandre Bruce.
En 2004, elle débute la série des Ingrid et Lola, mettant en scène la masseuse américaine Ingrid Diesel et la commissaire à la retraite Lola Jost, deux enquêtrices amateurs. C'est l'occasion pour Sylvain d'opérer un métissage entre polar et comédie. En 2007, l'auteur réécrit complètement son premier roman, Baka ! et renoue, à cette occasion, avec son personnage fétiche, Louise Morvan. Elle la fait alors revivre dans La Nuit de Geronimo, un roman qui oscille entre secrets de famille et inquiétantes recherches en biologie moléculaire dont les OGM.
Sylvain a toujours été intéressée à la fois par les faits de société et par les mondes de l'art et de la science. Sœurs de Sang traite du « victim art », Strad évoque les artistes performeurs qui utilisent leurs corps comme médium, tandis que Vox (2000) met en scène un tueur en série qui rêve de télécharger son esprit dans une machine.
Dans le recueil de nouvelles Régals du Japon et d'ailleurs, Sylvain délaisse momentanément le polar pour évoquer les plaisirs et déplaisirs gastronomiques liés à son enfance et à ses voyages. 
Ses romans sont traduits dans une dizaine de langues dont le russe et le japonais.
En 2011, sortie du recueil collectif Les Hommes en noir édité par Les Contrebandiers, consacré au monde du football. À cette occasion, Sylvain a écrit une nouvelle sur la passion relativement récente des Japonais pour le football. En 2012, publication du roman Le Roi Lézard qui met en scène Jim Morrison, le chanteur des Doors décédé à Paris. Ce roman est une réécriture complète de Travestis (1998). En octobre 2013, Sylvain participe au recueil de nouvelles Femmes en colère aux côtés de Didier Daeninckx, Marc Villard et Marcus Malte.
En mars 2014, les Éditions Viviane Hamy ont publié Ombres et soleil, la suite de Guerre sale.
L'auteur abandonne ensuite ses séries pour écrire des romans unitaires : L'Archange du chaos (2015), Kabukicho (2016), Les Infidèles (2018) et Une femme de rêve (2020).  
Elle a également adapté une de ses nouvelles pour la radio, La Mule du coach (France Culture) et écrit une courte pièce radiophonique Le Beau parleur (France Culture)’. 
Son dernier roman, Mousson froide, est paru en mars 2021 aux éditions Robert Laffont. 
Par ailleurs, Dominique Sylvain est la fondatrice, avec son mari Frank Sylvain, d'Atelier Akatombo, une maison d'édition spécialisée dans la publication d'ouvrages traduits du japonais (littérature de genre, manga, entretiens.)

## Œuvres

### Série «Louise Morvan»
1. Dominique Sylvain, Baka !, Paris, Viviane Hamy, coll. « Chemins nocturnes », 1er mars 1995, 248 p. (ISBN 978-2-87858-066-2, BNF 35787349)Première version du roman : édition épuisée.
  - Dominique Sylvain, Baka !, Paris, Viviane Hamy, coll. « Chemins nocturnes », 2 mai 2007, 219 p. (ISBN 978-2-87858-243-7, BNF 41020645)Nouvelle version, complètement réécrite par l'auteur.
  - Dominique Sylvain, Baka !, Paris, Points, coll. « Points policier » (no P2158), 7 mai 2009, 262 p. (ISBN 978-2-7578-1191-7, BNF 41488119)Reprend la matière de la nouvelle version publiée en 2007.
2. Dominique Sylvain, Sœurs de sang, Paris, Viviane Hamy, coll. « Chemins nocturnes », 19 avril 1997, 252 p. (ISBN 978-2-87858-085-3, BNF 36166240)
  - Dominique Sylvain, Sœurs de sang, Paris, J'ai lu, coll. « J'ai lu : Policier » (no 6573), 20 mai 2003, 281 p. (ISBN 978-2-290-32469-1, BNF 39006505)
  - Dominique Sylvain, Sœurs de sang, Paris, Points, coll. « Points Policier » (no P2408), 20 mai 2010, 280 p. (ISBN 978-2-7578-1192-4, BNF 42214393)
3. Dominique Sylvain, Travestis, Paris, Viviane Hamy, coll. « Chemins nocturnes », 7 juin 1998, 270 p. (ISBN 978-2-87858-095-2, BNF 36973115)Roman complètement réécrit et publié en 2012 sous le nouveau titre « Le Roi Lézard ».
  - Dominique Sylvain, Travestis, Paris, J'ai lu, coll. « J'ai lu : Thriller » (no 5692), 20 octobre 2000, 285 p. (ISBN 978-2-290-30457-0, BNF 37203682)Roman complètement réécrit et publié en 2012 sous le nouveau titre « Le Roi Lézard ».
  - Dominique Sylvain, Le Roi Lézard, Paris, Viviane Hamy, coll. « Chemins nocturnes », 15 mars 2012, 298 p. (ISBN 978-2-87858-511-7)Réécriture complète, avec un nouveau titre et changement de meurtrier, du roman paru en 1998 sous le titre « Travestis ».
4. Dominique Sylvain, Techno Bobo, Paris, Viviane Hamy, coll. « Chemins nocturnes », 16 avril 1999, 334 p. (ISBN 978-2-87858-108-9, BNF 37098228)
Dominique Sylvain, Techno Bobo, Paris, J'ai lu, coll. « J'ai lu : Thriller » (no 6114), 5 février 2002, 348 p. (ISBN 978-2-290-31650-4, BNF 38804552)
5. Dominique Sylvain, Strad, Paris, Viviane Hamy, coll. « Chemins nocturnes », 10 mars 2001, 235 p. (ISBN 978-2-87858-132-4, BNF 37632666)Prix Michel-Lebrun 2001.
6. Dominique Sylvain, La Nuit de Geronimo, Paris, Viviane Hamy, coll. « Chemins nocturnes », 18 mars 2009, 355 p. (ISBN 978-2-87858-291-8, BNF 41443279)
  - Dominique Sylvain, La Nuit de Geronimo, Paris, Points, coll. « Points Policier », 5 avril 2012, 416 p. (ISBN 978-2-7578-1774-2)

### Série «Bruce»
1. Dominique Sylvain, Vox, Paris, Viviane Hamy, coll. « Chemins nocturnes », 21 mars 2000, 255 p. (ISBN 978-2-87858-123-2, BNF 37109609)Prix Sang d'encre 2000.
Dominique Sylvain, Vox, Paris, J'ai lu, coll. « J'ai lu : Thriller » (no 6755), 20 novembre 2003, 281 p. (ISBN 978-2-290-32470-7)
2. Dominique Sylvain, Cobra, Paris, Viviane Hamy, coll. « Chemins nocturnes », 1er mars 2002, 298 p. (ISBN 978-2-87858-157-7, BNF 38812898)

### Série «Ingrid et Lola»
1. Nouvelle Effeuillage d'automne, publiée dans la revue Ligne Noire (éditions Horizons noirs, Orléans — anciennement Saint-Jean-de-Braye —,  (ISSN 1281-8356), (BNF 36135696)), no 15/16, daté automne-hiver 2003.

1. Dominique Sylvain, Passage du Désir, Paris, Viviane Hamy, coll. « Chemins nocturnes », 2004, 282 p. (ISBN 978-2-87858-188-1, BNF 39140977)Grand prix des lectrices de Elle 2005.
  - Dominique Sylvain, Passage du Désir, Paris, Points, coll. « Points Policier » (no P2057), 8 janvier 2009, 282 p. (ISBN 978-2-7578-1186-3, BNF 41418799)
2. Dominique Sylvain, La Fille du samouraï, Paris, Viviane Hamy, coll. « Chemins nocturnes », 15 avril 2005, 284 p. (ISBN 978-2-87858-208-6, BNF 40157997)
  - Dominique Sylvain, La Fille du samouraï, Paris, Points, coll. « Points Policier » (no P2292), 7 janvier 2010, 311 p. (ISBN 978-2-7578-1187-0, BNF 42126491)
3. Dominique Sylvain, Manta Corridor, Paris, Viviane Hamy, coll. « Chemins nocturnes », 17 mars 2006, 257 p. (ISBN 978-2-87858-226-0, BNF 40179130)
  - Dominique Sylvain, Manta Corridor, Paris, Points, coll. « Points Policier », 13 janvier 2011, 280 p. (ISBN 978-2-7578-1188-7, BNF 42359102)
4. Dominique Sylvain, L'Absence de l'ogre, Paris, Viviane Hamy, coll. « Chemins nocturnes », 2 mai 2007, 299 p. (ISBN 978-2-87858-242-0, BNF 41020642)Réédition : Points Policier PP2058  (ISBN 9782757811856).
  - Dominique Sylvain, L'Absence de l'ogre, Paris, Points, coll. « Points policier » (no P2058), 9 janvier 2009, 311 p. (ISBN 978-2-7578-1185-6, BNF 41418803)
5. Dominique Sylvain, Guerre sale, Paris, Viviane Hamy, coll. « Chemins nocturnes », 13 janvier 2011, 317 p. (ISBN 978-2-87858-340-3, BNF 42377126)
6. Dominique Sylvain, Ombres et Soleil, Paris, Viviane Hamy, coll. « Chemins nocturnes », 20 mars 2014, 304 p. (ISBN 978-2-87858-592-6)
7. Dominique Sylvain, Panique en Armorique, Paris, Robert Laffont, 12 janvier 2023, 218 p. (ISBN 978-2-221-26326-6)
8. Périlleuses Pyrénées, Robert Laffont, 2024

### Autres œuvres
- Dominique Sylvain, Régals du Japon et d'ailleurs, Paris, NiL Éditions, coll. « Exquis d'écrivains », 2008, 99 p. (ISBN 978-2-84111-386-6, BNF 41280698)
- Alfred, Ska Éditions, nouvelle, coll. "Noires Sœurs", édition numérique uniquement (août 2013).
- Disparitions, nouvelle, dans le recueil Femmes en colère, IN8, collection Polaroïd, 2013
- Parfums d'été, nouvelle avec les illustrations de Lorenzo Mattotti , Petits Polars du Monde, 2012
- La Mule du coach, nouvelle avec des illustrations de Jean-Phlippe Peyraud, Petits Polars du Monde, 30 avril 2014
- L'Archange du chaos, roman, Éditions Viviane Hamy, 29 janvier 2015, 336 pages,  (ISBN 978-2-878585-99-5).
- Kabukicho, roman, Éditions Viviane Hamy, 6 octobre 2016 (Prix Interpol'Art 2017), 278 pages,  (ISBN 978-2-87858-321-2).
- La Dernière Ennemie, La Dernière Page, Le Prix de la légende, nouvelles en édition numérique, ePoints
- Les Infidèles, roman, Éditions Viviane Hamy, 1er février 2018, 360 pages  (ISBN 979-10-97417-01-7)[4].
- Une femme de rêve, Éditions Viviane Hamy, janvier 2020  (ISBN 979-10-97417-51-2)
- Mousson froide, roman, Robert Laffont, (2021) (ISBN 978-2-221-25309-0)

### Œuvres collectives
- Yasmina Khadra (auteur de la nouvelle La Rose de Blida), Dominique Sylvain (auteur de la nouvelle Mon Brooklyn de quatre sous), Marc Villard (auteur de la nouvelle Compagnons des forêts) et Paul Fournel (auteur de la nouvelle À la ville comme à la campagne : deux vocations ratées), La Maîtresse en maillot de bain : Quatre récits d'enfance, Paris, Points, 10 avril 2008, 172 p. (ISBN 978-2-7578-0678-4)Ces quatre nouvelles réunies en un volume unique par les éditions Points font partie d'un ensemble plus large de récits publiés antérieurement par les éditions Après la lune, dans une collection titrée « La Maîtresse en maillot de bain : la collection des petits arrangements avec l'enfance », imaginée et dirigée par Jean-Jacques Reboux.
- (collectif) (auteurs listés plus bas) et Philippe Grimbert (préfacier), Mots pour maux : nouvelles, Paris, Gallimard, 2008, 292 p. (ISBN 978-2-07-012305-6, BNF 41353427)Liste des auteurs (ordre alphabétique) : Franz Bartelt, Anne Bragance, Georges-Olivier Châteaureynaud, Philippe Claudel, Vincent Delecroix, Michèle Fitoussi, Sylvie Germain, Marie-Ange Guillaume, Diane Meur, Léonora Miano, Martin Page, Grégoire Polet, Boualem Sansal, Dominique Sylvain, Mathieu Terence, François Vallejo, Delphine de Vigan et Martin Winckler.
- (collectif) (auteurs listés plus bas), Frédéric Prilleux (direction d'ouvrage) et Bruno Derrien (préfacier ; ex-arbitre international de football), Les Hommes en noir : nouvelles, Paris, Les Contrebandiers éditeurs, 13 janvier 2011, 170 p. (ISBN 978-2-915438-44-4, BNF 42345429)Ouvrage qui regroupe 17 nouvelles sur les règles du football et la fonction de gardien de but. Liste des auteurs et des nouvelles : Marc Villard : Loi 1 : Le terrain de jeu ; Jérôme Leroy : Loi 2 : Le ballon ; Jean-Hugues Oppel ; Loi 3 : Le nombre de joueurs ; Michel Pelé : Loi 4 : L'équipement des joueurs ; Thierry Gatinet : Loi 5 : L'arbitre ; Denis Flageul : Loi 6 : L'arbitre-assistant ; Jean-Luc Manet : Loi 7 : La durée du match ; Thierry Crifo : Loi 8 : Le coup d'envoi et la reprise du jeu ; François Thomazeau : Loi 9 : Le ballon en jeu et hors du jeu ; Pierre Cherruau : Loi 10 : Le but marqué ; Olivier Thiébaut : Loi 11 : Le hors-jeu ; Annelise Roux : Loi 12 : La faute et le comportement antisportif ; Caryl Férey : Loi 13 : Le coup franc ; Jean-Marie Villemot : Loi 14 : Le coup de pied de réparation ; Marcus Malte : Loi 15 : La rentrée de touche ; Jean-Noël Levavasseur : Loi 16 : Le coup de pied de but ; Dominique Sylvain : Loi 17 : Le coup de pied de coin (corner).
- J'aime ce monde, dans l'anthologie À peine entré dans la librairie... La Griffe noire, 30 ans. Paris : Télémaque, 06/2018, p. 281-291.  (ISBN 978-2-7533-0357-7)
- (collectif) Femmes en colère, collection Polaroïd, Éditions In8, 3 octobre 2013, 124 p.,  (ISBN 978-2-36224-041-6). Recueil de quatre nouvelles : La sueur d'une vie (Didier Daeninckx), Tamara, suite et fin (Marcus Malte), Disparitions (Dominique Sylvain), Kebab Palace (Marc Villard).
- (collectif) Crimes au musée, Belfond, paru en juin 2017. Recueil, dirigé par Richard Migneault, de nouvelles d'auteures québécoises, belges et françaises.  (ISBN 9782714476258)

## Prix
- Prix Sang d'encre 2000 pour Vox[5]
- Prix Michel-Lebrun de la Ville du Mans 2001 pour Strad[6]
- Grand prix des lectrices de Elle 2005 pour Passage du désir[7]
- Prix du meilleur polar français 2011 élu par le magazine LIRE
- Prix Orange du roman noir[8]
- Prix Interpol'Art 2017 pour Kabuchiko[9]
- Prix Claude-Chabrol 2020 pour Une femme de rêve[10]